# Josef Janko (Sänger)
Josef Janko (* 19. März 1897 in München; † 1. November 1984 in Graz) war ein deutscher Opernsänger (Tenor).

## Leben
Janko ergriff zunächst den Beruf des Kürschners. Nach seiner Entdeckung bildete Felix von Kraus Jankos Stimme aus. Von 1926 bis 1935 sang er an der Münchner Staatsoper zumeist kleinere und Tenorbuffo-Partien. Es folgten Engagements am Stadttheater von Bielefeld und am Kölner Oper. Seit 1940 war er als erster Tenor am Stadttheater von Graz tätig. Bei den Bayreuther Festspielen sang er 1951 und 1952 den „Balthasar Zorn“ und 1956 den „Augustin Moser“ in Die Meistersinger von Nürnberg sowie 1953 einen der „Edlen“ im Lohengrin. Weiterhin interpretierte er Solopartien in Oratorien und geistlichen Musikwerken.